# Тавпаш Андрій Іванович
Андрій Іванович Тавпаш (1932, село Святкова Велика, нині Польща — 25 листопада 2024) — український промисловець і громадський діяч, лемко, президент, генеральний директор Львівської кондитерської фірми «Світоч», Заслужений працівник промисловості України, засновник Львівського обласного об'єднання лемків.

## Життєпис
У 1945 році сім'ю Тавпашів переселили в Донецьку (тоді Сталінську) область в село Федорівку Костянтинівського району.
Працював головою районної ради і райвиконкому у Львові. В 1983 до 1985, працював в Афганістані.
У лютому 1988 року на конкурсній основі загальними зборами колективу Львівської кондитерської фірми «Світоч» обраний генеральним директором. Саме Тавпаш і розпочав приватизацію «Світоча». У 1996 році він обраний президентом, генеральним директором акціонерного товариства "Фірма «Світоч».